# Give Me a Band and a Bandana

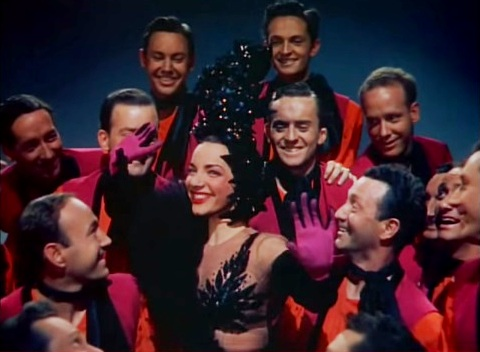
Carmen Miranda em Greenwich Village.

Give Me a Band and a Bandana é uma canção de Nacio Herb Brown e Leo Robin, interpretada por Carmen Miranda no filme da 20th Century Fox Greenwich Village de 1944. A música incorpora trechos de "O Que É que a Baiana Tem?", de Dorival Caymmi, e "Quando Eu Penso na Bahia", de Ary Barroso e Luís Peixoto.

## Analise
A apresentação de Carmen Miranda de "Give Me a Band and a Bandana" em Greenwich Village ganha uma nova dimensão quando ela passa a cantar em português, como apontaram Sarah Wright e Tom Whittaker no livro Locating the Voice in Film: Critical Approaches and Global Practices. Durante a performance, Carmen incorpora trechos de dois de seus sambas favoritos: "O Que É que a Baiana Tem?", de Dorival Caymmi, e Quando Eu Penso na Bahia", de Ary Barroso e Luís Peixoto. A letra em inglês da canção faz uma referência à sua famosa pronúncia em um número do espetáculo da Broadway Streets of Paris, quando ela canta: "Give me a rhythm that is Latin / And I'll show Manhattan / My 'souse' American tricks". Ao exaltar a palavra "samba!", a banda entra no ritmo do samba, no qual Carmen dança com energia, antes de cantar trechos de "O Que É Que a Baiana Tem?". Ela segue imediatamente com os versos de "Quando Eu Penso na Bahia", para então retornar à letra em inglês de "Give Me a Band and a Bandana".

## Recepção
O crítico Bosley Crowther, do New York Times, elogiou o uso do technicolor no filme, destacando também a presença de Carmen Miranda. Já Peggy Simmonds, do The Miami News, reconheceu o valor do technicolor e de Carmen, mas lamentou que o filme não faça justiça ao seu talento, considerando a produção decepcionante e as falas da atriz menos impactantes em comparação com seus filmes anteriores, embora ela ainda brilhe nas cenas em que aparece.

## Impacto cultural
A cantora Camila Cabello usou "Give Me a Band and a Bandana" como inspiração para seu figurino e sua performance de "Don't Go Yet" no MTV Video Music Awards de 2021.